# Montrose F.C.
Montrose F.C., właśc. Montrose Football Club – szkocki klub piłkarski z siedzibą w Montrose.

## Historia
Klub został założony w 1879. W swojej historii występował przez 38 sezonów na poziomie drugiej ligi (31 w Second Division oraz 7 w First Division), po raz ostatni w edycji 1991/1992.

## Reprezentanci kraju grający w klubie
Stan na grudzień 2023
|  | - Aaron Taylor-Sinclair - Martin Boyle - John McDonald - Jimmy Rooney - Kangana Ndiwa - Jesse Curran - Cameron Bell - George Bowman - Craig Forsyth - Ian Gardiner |  | - John Gilmour - Sandy Keiller - John Little - Andy Love - Wilf Low - David Robertson - Doug Rougvie - Benny Yorston - Marvin Andrews |